# Thapsia buraensis
Thapsia buraensis es una especie de molusco gasterópodo de la familia Helicarionidae en el orden de los Stylommatophora.

## Distribución geográfica
Es  endémica de Kenia.

## Hábitat
Su hábitat natural son: Bosques secos tropicales o subtropicales.

## Estado de conservación
Se encuentra amenazada de extinción por la pérdida de su hábitat natural.